# Alfred Hillebrandt
Alfred Hillebrandt (ur. 15 marca 1853 w Nadolicach Wielkich, zm. 18 października 1927 we Wrocławiu) – niemiecki językoznawca, indolog.
Studiował sanskryt na Uniwersytecie Wrocławskim pod kierunkiem prof. A. Stenzlera, w 1875 obronił pracę dyplomową na Uniwersytecie w Monachium. W 1883 został profesorem Uniwersytetu Wrocławskiego, w 1902 i 1911 był jego rektorem. Zajmował się egzegezą Wed, rytuałem wedyjskim oraz mitologią, dramatem i polityką starożytnych Indii. W latach 1891–1902 napisał i opublikował trzytomową pracę Vedische Mythologie. Tajny radca rządowy, w latach 1903-1908 przedstawiciel Uniwersytetu Wrocławskiego w pruskiej Izbie Panów.